# Комперт, Леопольд
Леопольд Комперт (нем. Leopold Kompert; 15 мая 1822, Мюнхенгрец (Мнихово Градиште) — 23 ноября 1886, Вена) — австрийский журналист и писатель

 еврейского происхождения.

## Биография
Леопольд Комперт учился в Пражском и Венском университетах. С раннего возраста К. сдружился с Морицем Гартманом и Исидором Геллером, имевшими на него сильное влияние и настаивавшими, чтобы он занимался литературой.
Несколько лет был домашним учителем в доме графа Андраши. В Вене принимал активное участие в деятельности еврейских организаций; дружил с Рахиль Мейер и оказал заметное влияние на её становление её, как литератора.

## Литературная деятельность
Литературная деятельность началась в «Pressburger Zeitung». Был издателем «Österreichischer Lloyd» (1848—1852). Его культурно-исторические повести («Aus dem Ghetto», Лейпциг, 1848; 2 изд. 1851); «Neue Geschichten aus dem Ghetto» (Прага, 1860); «Geschichten einer Gasse» (Берлин, 1865) и другие почти все заимствованы из жизни его единоверцев. Считается создателем литературы гетто и назывался «Ауэрбахом гетто».
Произведения собраны в 8 т. (Берлин, 1882—1883).

## Произведения

### На немецком
- Aus dem Ghetto (рассказы; 1848).
- Böhmische Juden (повести; 1851).
- Am Pflug (роман; 1855).
- Neue Geschichten aus dem Ghetto (рассказы; 1860).
- Geschichten einer Gasse (1865)
- Zwischen Ruinen (роман; 1875).
- Franzi und Heini (роман; 1881)

### Перевиденные на русский
- Франциск и Хайни (роман; 1881)(Нет перевода одной главы)